# Scheldeprijs de 2023
A Scheldeprijs de 2023 foi a 111.ª edição da Scheldeprijs.
O belga Jasper Philipsen proclamou-se vencedor da prova ao impor-se ao sprint.

## Equipas participantes
Na edição de 2023 participaram um total de 21 equipas, dez UCI WorldTour, dez equipas UCI ProSeries e uma equipa Continental:
| Equipes WorldTeam (10)- Alpecin-Deceuninck - Astana Qazaqstan Team - Bora-Hansgrohe - Cofidis - Intermarché-Circus-Wanty - Soudal Quick-Step - Arkéa-Samsic - Team DSM - Team Jayco AlUla - Trek-Segafredo Equipes ProTeam (10)- Bingoal WB - Bolton Equities Black Spoke Pro Cycling - Human Powered Health - Israel-Premier Tech - Lotto Dstny - Q36.5 Pro Cycling Team - Team Corratec - Team Flanders-Baloise - Team Novo Nordisk - Uno-X Pro Cycling Team Equipe Continental- Beat Cycling Club |
| |

## Classificação final
- A classificação finalizou da seguinte forma:[2]

| \| Classificação geral \| Classificação geral \| Classificação geral \| Classificação geral \| Classificação geral \| \| Ciclista \| Ciclista \| Equipe \| Tempo \| \| \| ------------------- \| ------------------- \| ------------------------ \| ------------------- \| ------------------- \| \| 1. \| Jasper Philipsen \| Alpecin-Deceuninck \| 4h25m38s \| \| \| 2. \| Sam Welsford \| Team DSM \| + 0s \| \| \| 3. \| Mark Cavendish \| Astana Qazaqstan Team \| + 0s \| \| \| 4. \| Dylan Groenewegen \| Team Jayco AlUla \| + 0s \| \| \| 5. \| Gerben Thijssen \| Intermarché-Circus-Wanty \| + 0s \| \| \| 6. \| Edward Theuns \| Trek-Segafredo \| + 0s \| \| \| 7. \| Max Walscheid \| Cofidis \| + 0s \| \| \| 8. \| Caleb Ewan \| Lotto Dstny \| + 0s \| \| \| 9. \| Itamar Einhorn \| Israel-Premier Tech \| + 0s \| \| \| 10. \| Giacomo Nizzolo \| Israel-Premier Tech \| + 0s \| \| |                   |                          |          |
| |                   |                          |          |
| Fonte: ProCyclingStats |                   |                          |          |
| Classificação geral |                   |                          |          |
| Ciclista | Ciclista          | Equipe                   | Tempo    |
| 1. | Jasper Philipsen  | Alpecin-Deceuninck       | 4h25m38s |
| 2. | Sam Welsford      | Team DSM                 | + 0s     |
| 3. | Mark Cavendish    | Astana Qazaqstan Team    | + 0s     |
| 4. | Dylan Groenewegen | Team Jayco AlUla         | + 0s     |
| 5. | Gerben Thijssen   | Intermarché-Circus-Wanty | + 0s     |
| 6. | Edward Theuns     | Trek-Segafredo           | + 0s     |
| 7. | Max Walscheid     | Cofidis                  | + 0s     |
| 8. | Caleb Ewan        | Lotto Dstny              | + 0s     |
| 9. | Itamar Einhorn    | Israel-Premier Tech      | + 0s     |
| 10. | Giacomo Nizzolo   | Israel-Premier Tech      | + 0s     |

## Ciclistas participantes e posições finais
| Uno-X Pro Cycling Team UXT | Uno-X Pro Cycling Team UXT | Uno-X Pro Cycling Team UXT |
| -------------------------- | -------------------------- | -------------------------- |
| Num                        | Ciclista                   | Pos                        |
| 1                          | Alexander Kristoff (NOR)   | 88.                        |
| 2                          | Marcus Hansen (DEN)        | DNF                        |
| 3                          | Louis Bendixen (DEN)       | 133.                       |
| 4                          | Tord Gudmestad (NOR)       | 89.                        |
| 5                          | Kristoffer Halvorsen (NOR) | 17.                        |
| 6                          | William Blume Levy (DEN)   | 130.                       |
| 7                          | Søren Wærenskjold (NOR)    | 55.                        |

| Soudal Quick-Step SOQ | Soudal Quick-Step SOQ            | Soudal Quick-Step SOQ |
| --------------------- | -------------------------------- | --------------------- |
| Num                   | Ciclista                         | Pos                   |
| 11                    | Fabio Jakobsen (NED) (estrada)   | 35.                   |
| 12                    | Tim Declercq (BEL)               | 96.                   |
| 13                    | Casper Pedersen (DEN)            | NP                    |
| 14                    | Jannik Steimle (GER)             | 95.                   |
| 15                    | Bert Van Lerberghe (BEL)         | 45.                   |
| 16                    | Stan Van Tricht (BEL)            | 90.                   |
| 17                    | Florian Sénéchal (FRA) (estrada) | 46.                   |

| Alpecin-Deceuninck ADC | Alpecin-Deceuninck ADC     | Alpecin-Deceuninck ADC |
| ---------------------- | -------------------------- | ---------------------- |
| Num                    | Ciclista                   | Pos                    |
| 21                     | Jasper Philipsen (BEL)     | 1.                     |
| 22                     | Jonas Rickaert (BEL)       | 34.                    |
| 23                     | Robbe Ghys (BEL)           | 125.                   |
| 24                     | Senne Leysen (BEL)         | 107.                   |
| 25                     | Mathieu van der Poel (NED) | 124.                   |
| 26                     | Ramon Sinkeldam (NED)      | 52.                    |
| 27                     | Lionel Taminiaux (BEL)     | 127.                   |

| Intermarché-Circus-Wanty ICW | Intermarché-Circus-Wanty ICW    | Intermarché-Circus-Wanty ICW |
| ---------------------------- | ------------------------------- | ---------------------------- |
| Num                          | Ciclista                        | Pos                          |
| 31                           | Gerben Thijssen (BEL)           | 5.                           |
| 32                           | Jasper Dejaegher (BEL)          | 58.                          |
| 33                           | Julius Johansen (DEN)           | DNF                          |
| 34                           | Arne Marit (BEL)                | 47.                          |
| 35                           | Madis Mihkels (EST)             | 20.                          |
| 36                           | Roel van Sintmaartensdijk (NED) | 60.                          |
| 37                           | Boy van Poppel (NED)            | 77.                          |

| Astana Qazaqstan Team AST | Astana Qazaqstan Team AST      | Astana Qazaqstan Team AST |
| ------------------------- | ------------------------------ | ------------------------- |
| Num                       | Ciclista                       | Pos                       |
| 41                        | Mark Cavendish (GBR) (estrada) | 3.                        |
| 42                        | Cees Bol (NED)                 | 103.                      |
| 43                        | Igor Chzhan (KAZ) (estrada)    | 61.                       |
| 44                        | Yevgeniy Fedorov (KAZ)         | 128.                      |
| 45                        | Dmitriy Gruzdev (KAZ)          | 86.                       |
| 46                        | Martin Laas (EST)              | 114.                      |
| 47                        | Gleb Syrica                    | 82.                       |

| Bora-Hansgrohe BOH | Bora-Hansgrohe BOH     | Bora-Hansgrohe BOH |
| ------------------ | ---------------------- | ------------------ |
| Num                | Ciclista               | Pos                |
| 51                 | Jordi Meeus (BEL)      | 15.                |
| 52                 | Shane Archbold (NZL)   | NP                 |
| 53                 | Patrick Gamper (AUT)   | 87.                |
| 54                 | Jonas Koch (GER)       | 109.               |
| 55                 | Marco Haller (AUT)     | 112.               |
| 56                 | Ryan Mullen (IRL)      | 43.                |
| 57                 | Danny van Poppel (NED) | DNF                |

| Cofidis COF | Cofidis COF            | Cofidis COF |
| ----------- | ---------------------- | ----------- |
| Num         | Ciclista               | Pos         |
| 61          | Max Walscheid (GER)    | 7.          |
| 62          | André Carvalho (POR)   | 106.        |
| 63          | Eddy Finé (FRA)        | 50.         |
| 64          | Piet Allegaert (BEL)   | 44.         |
| 65          | Christophe Noppe (BEL) | 98.         |
| 66          | Jelle Wallays (BEL)    | 104.        |

| Arkéa-Samsic ARK | Arkéa-Samsic ARK      | Arkéa-Samsic ARK |
| ---------------- | --------------------- | ---------------- |
| Num              | Ciclista              | Pos              |
| 71               | Andrii Ponomar (UKR)  | 49.              |
| 72               | Ewen Costiou (FRA)    | 30.              |
| 73               | David Dekker (NED)    | 122.             |
| 74               | Hugo Hofstetter (FRA) | 56.              |
| 75               | Daniel McLay (GBR)    | 18.              |
| 76               | Luca Mozzato (ITA)    | 16.              |

| Team DSM DSM | Team DSM DSM               | Team DSM DSM |
| ------------ | -------------------------- | ------------ |
| Num          | Ciclista                   | Pos          |
| 81           | Sam Welsford (AUS)         | 2.           |
| 82           | Tobias Lund Andresen (DEN) | 131.         |
| 83           | Alberto Dainese (ITA)      | 117.         |
| 84           | Niklas Märkl (GER)         | 116.         |
| 85           | Tim Naberman (NED)         | 132.         |
| 86           | Casper van Uden (NED)      | 22.          |
| 87           | Alexander Edmondson (AUS)  | 66.          |

| Team Jayco AlUla JAY | Team Jayco AlUla JAY    | Team Jayco AlUla JAY |
| -------------------- | ----------------------- | -------------------- |
| Num                  | Ciclista                | Pos                  |
| 91                   | Dylan Groenewegen (NED) | 4.                   |
| 92                   | Zdeněk Štybar (CZE)     | 126.                 |
| 93                   | Luka Mezgec (SLO)       | 91.                  |
| 94                   | Lukas Pöstlberger (AUT) | 129.                 |
| 95                   | Blake Quick (AUS)       | 119.                 |
| 96                   | Elmar Reinders (NED)    | 100.                 |
| 97                   | Campbell Stewart (NZL)  | 92.                  |

| Trek-Segafredo TFS | Trek-Segafredo TFS            | Trek-Segafredo TFS |
| ------------------ | ----------------------------- | ------------------ |
| Num                | Ciclista                      | Pos                |
| 101                | Edward Theuns (BEL)           | 6.                 |
| 102                | Mathias Vacek (CZE)           | 53.                |
| 103                | Marc Brustenga (ESP)          | 121.               |
| 104                | Daan Hoole (NED)              | 123.               |
| 105                | Emīls Liepiņš (LAT) (estrada) | 42.                |
| 106                | Otto Vergaerde (BEL)          | 36.                |

| Lotto Dstny LTD | Lotto Dstny LTD           | Lotto Dstny LTD |
| --------------- | ------------------------- | --------------- |
| Num             | Ciclista                  | Pos             |
| 111             | Caleb Ewan (AUS)          | 8.              |
| 112             | Jasper De Buyst (BEL)     | 32.             |
| 113             | Jarrad Drizners (AUS)     | 118.            |
| 114             | Jacopo Guarnieri (ITA)    | 93.             |
| 115             | Rüdiger Selig (GER)       | 102.            |
| 116             | Michaek Schwarzmann (GER) | 120.            |
| 117             | Liam Slock (BEL)          | 134.            |

| Israel-Premier Tech IPT | Israel-Premier Tech IPT        | Israel-Premier Tech IPT |
| ----------------------- | ------------------------------ | ----------------------- |
| Num                     | Ciclista                       | Pos                     |
| 121                     | Rick Zabel (GER)               | 54.                     |
| 122                     | Itamar Einhorn (ISR) (estrada) | 9.                      |
| 123                     | Taj Jones (AUS)                | 14.                     |
| 124                     | Riley Pickrell (CAN)           | 28.                     |
| 125                     | Jens Reynders (BEL)            | 37.                     |
| 126                     | Rotem Tene (ISR)               | 57.                     |
| 127                     | Giacomo Nizzolo (ITA)          | 10.                     |

| Bingoal WB BWB | Bingoal WB BWB                 | Bingoal WB BWB |
| -------------- | ------------------------------ | -------------- |
| Num            | Ciclista                       | Pos            |
| 131            | Louis Blouwe (BEL)             | 75.            |
| 132            | Dorian de Maeght (BEL)         | 108.           |
| 133            | Ceriel Desal (BEL)             | 70.            |
| 134            | Alexander Salby (DEN)          | 33.            |
| 135            | Guillaume Van Keirsbulck (BEL) | 69.            |
| 136            | Karl Patrick Lauk (EST)        | 40.            |
| 137            | Thibaut Bernard (BEL)          | 71.            |

| Bolton Equities Black Spoke Pro Cycling BEB | Bolton Equities Black Spoke Pro Cycling BEB | Bolton Equities Black Spoke Pro Cycling BEB |
| ------------------------------------------- | ------------------------------------------- | ------------------------------------------- |
| Num                                         | Ciclista                                    | Pos                                         |
| 141                                         | Aaron Gate (NZL)                            | 31.                                         |
| 142                                         | Ethan Batt (NZL)                            | DNF                                         |
| 143                                         | Ollie Jones (NZL)                           | 63.                                         |
| 144                                         | Luke Mudgway (NZL)                          | 84.                                         |
| 145                                         | Mitchel Fitzsimons (NZL)                    | 74.                                         |
| 146                                         | Josh Kench (NZL)                            | DNF                                         |
| 147                                         | Rory Townsend (IRL) (estrada)               | 21.                                         |

| Human Powered Health HPM | Human Powered Health HPM    | Human Powered Health HPM |
| ------------------------ | --------------------------- | ------------------------ |
| Num                      | Ciclista                    | Pos                      |
| 151                      | August Jensen (NOR)         | 25.                      |
| 152                      | Stanislaw Aniolkowski (POL) | 11.                      |
| 153                      | Alan Banaszek (POL)         | DNF                      |
| 154                      | Adam de Vos (CAN)           | 19.                      |
| 155                      | Gage Hecht (USA)            | 105.                     |
| 156                      | Wessel Krul (NED)           | 72.                      |
| 157                      | Gijs Van Hoecke (BEL)       | 68.                      |

| Q36.5 Pro Cycling Team Q36 | Q36.5 Pro Cycling Team Q36 | Q36.5 Pro Cycling Team Q36 |
| -------------------------- | -------------------------- | -------------------------- |
| Num                        | Ciclista                   | Pos                        |
| 161                        | Matteo Moschetti (ITA)     | 13.                        |
| 162                        | Filippo Conca (ITA)        | 110.                       |
| 163                        | Alessandro Fedeli (ITA)    | 101.                       |
| 164                        | Tobias Ludvigsson (SWE)    | 99.                        |
| 165                        | Nicolò Parisini (ITA)      | 65.                        |
| 166                        | Antonio Puppio (ITA)       | 83.                        |
| 167                        | Kamil Małecki (POL)        | 79.                        |

| Team Corratec COR | Team Corratec COR        | Team Corratec COR |
| ----------------- | ------------------------ | ----------------- |
| Num               | Ciclista                 | Pos               |
| 171               | Alexander Konychev (ITA) | 29.               |
| 172               | Antonio Barać (CRO)      | 80.               |
| 173               | Giulio Masotto (ITA)     | 136.              |
| 174               | Simone Olivero (ITA)     | 67.               |
| 175               | Lorenzo Quartucci (ITA)  | 39.               |
| 176               | Attilio Viviani (ITA)    | 23.               |
| 177               | Samuele Zambelli (ITA)   | 24.               |

| Team Flanders-Baloise TFB | Team Flanders-Baloise TFB | Team Flanders-Baloise TFB |
| ------------------------- | ------------------------- | ------------------------- |
| Num                       | Ciclista                  | Pos                       |
| 181                       | Ruben Apers (BEL)         | 94.                       |
| 182                       | Lindsay De Vylder (BEL)   | 27.                       |
| 183                       | Sander De Pestel (BEL)    | 64.                       |
| 184                       | Vito Braet (BEL)          | 41.                       |
| 185                       | Alex Colman (BEL)         | 62.                       |
| 186                       | Ward Vanhoof (BEL)        | 51.                       |
| 187                       | Gilles De Wilde (BEL)     | 85.                       |

| Team Novo Nordisk TNN | Team Novo Nordisk TNN | Team Novo Nordisk TNN |
| --------------------- | --------------------- | --------------------- |
| Num                   | Ciclista              | Pos                   |
| 191                   | Hamish Beadle (NZL)   | 59.                   |
| 192                   | Sam Brand (GBR)       | 73.                   |
| 193                   | Joonas Henttala (FIN) | 111.                  |
| 194                   | Declan Irvine (AUS)   | 38.                   |
| 195                   | Matyáš Kopecký (CZE)  | 12.                   |
| 196                   | Filippo Ridolfo (ITA) | 113.                  |
| 197                   | Umberto Poli (ITA)    | 76.                   |

| BEAT Cycling Club BCY | BEAT Cycling Club BCY  | BEAT Cycling Club BCY |
| --------------------- | ---------------------- | --------------------- |
| Num                   | Ciclista               | Pos                   |
| 201                   | Matthijs Büchli (NED)  | 78.                   |
| 202                   | Gil D'Heygere (BEL)    | 26.                   |
| 203                   | Bram Dissel (NED)      | 115.                  |
| 204                   | Yoeri Havik (NED)      | 48.                   |
| 205                   | Vincent Hoppezak (NED) | 135.                  |
| 206                   | Emiel Vermeulen (BEL)  | 97.                   |
| 207                   | Thijs Zonneveld (NED)  | 81.                   |

| Uno-X Pro Cycling Team UXT | Uno-X Pro Cycling Team UXT | Uno-X Pro Cycling Team UXT |
| -------------------------- | -------------------------- | -------------------------- |
| Num                        | Ciclista                   | Pos                        |
| 1                          | Alexander Kristoff (NOR)   | 88.                        |
| 2                          | Marcus Hansen (DEN)        | DNF                        |
| 3                          | Louis Bendixen (DEN)       | 133.                       |
| 4                          | Tord Gudmestad (NOR)       | 89.                        |
| 5                          | Kristoffer Halvorsen (NOR) | 17.                        |
| 6                          | William Blume Levy (DEN)   | 130.                       |
| 7                          | Søren Wærenskjold (NOR)    | 55.                        |

| Soudal Quick-Step SOQ | Soudal Quick-Step SOQ            | Soudal Quick-Step SOQ |
| --------------------- | -------------------------------- | --------------------- |
| Num                   | Ciclista                         | Pos                   |
| 11                    | Fabio Jakobsen (NED) (estrada)   | 35.                   |
| 12                    | Tim Declercq (BEL)               | 96.                   |
| 13                    | Casper Pedersen (DEN)            | NP                    |
| 14                    | Jannik Steimle (GER)             | 95.                   |
| 15                    | Bert Van Lerberghe (BEL)         | 45.                   |
| 16                    | Stan Van Tricht (BEL)            | 90.                   |
| 17                    | Florian Sénéchal (FRA) (estrada) | 46.                   |

| Alpecin-Deceuninck ADC | Alpecin-Deceuninck ADC     | Alpecin-Deceuninck ADC |
| ---------------------- | -------------------------- | ---------------------- |
| Num                    | Ciclista                   | Pos                    |
| 21                     | Jasper Philipsen (BEL)     | 1.                     |
| 22                     | Jonas Rickaert (BEL)       | 34.                    |
| 23                     | Robbe Ghys (BEL)           | 125.                   |
| 24                     | Senne Leysen (BEL)         | 107.                   |
| 25                     | Mathieu van der Poel (NED) | 124.                   |
| 26                     | Ramon Sinkeldam (NED)      | 52.                    |
| 27                     | Lionel Taminiaux (BEL)     | 127.                   |

| Intermarché-Circus-Wanty ICW | Intermarché-Circus-Wanty ICW    | Intermarché-Circus-Wanty ICW |
| ---------------------------- | ------------------------------- | ---------------------------- |
| Num                          | Ciclista                        | Pos                          |
| 31                           | Gerben Thijssen (BEL)           | 5.                           |
| 32                           | Jasper Dejaegher (BEL)          | 58.                          |
| 33                           | Julius Johansen (DEN)           | DNF                          |
| 34                           | Arne Marit (BEL)                | 47.                          |
| 35                           | Madis Mihkels (EST)             | 20.                          |
| 36                           | Roel van Sintmaartensdijk (NED) | 60.                          |
| 37                           | Boy van Poppel (NED)            | 77.                          |

| Astana Qazaqstan Team AST | Astana Qazaqstan Team AST      | Astana Qazaqstan Team AST |
| ------------------------- | ------------------------------ | ------------------------- |
| Num                       | Ciclista                       | Pos                       |
| 41                        | Mark Cavendish (GBR) (estrada) | 3.                        |
| 42                        | Cees Bol (NED)                 | 103.                      |
| 43                        | Igor Chzhan (KAZ) (estrada)    | 61.                       |
| 44                        | Yevgeniy Fedorov (KAZ)         | 128.                      |
| 45                        | Dmitriy Gruzdev (KAZ)          | 86.                       |
| 46                        | Martin Laas (EST)              | 114.                      |
| 47                        | Gleb Syrica                    | 82.                       |

| Bora-Hansgrohe BOH | Bora-Hansgrohe BOH     | Bora-Hansgrohe BOH |
| ------------------ | ---------------------- | ------------------ |
| Num                | Ciclista               | Pos                |
| 51                 | Jordi Meeus (BEL)      | 15.                |
| 52                 | Shane Archbold (NZL)   | NP                 |
| 53                 | Patrick Gamper (AUT)   | 87.                |
| 54                 | Jonas Koch (GER)       | 109.               |
| 55                 | Marco Haller (AUT)     | 112.               |
| 56                 | Ryan Mullen (IRL)      | 43.                |
| 57                 | Danny van Poppel (NED) | DNF                |

| Cofidis COF | Cofidis COF            | Cofidis COF |
| ----------- | ---------------------- | ----------- |
| Num         | Ciclista               | Pos         |
| 61          | Max Walscheid (GER)    | 7.          |
| 62          | André Carvalho (POR)   | 106.        |
| 63          | Eddy Finé (FRA)        | 50.         |
| 64          | Piet Allegaert (BEL)   | 44.         |
| 65          | Christophe Noppe (BEL) | 98.         |
| 66          | Jelle Wallays (BEL)    | 104.        |

| Arkéa-Samsic ARK | Arkéa-Samsic ARK      | Arkéa-Samsic ARK |
| ---------------- | --------------------- | ---------------- |
| Num              | Ciclista              | Pos              |
| 71               | Andrii Ponomar (UKR)  | 49.              |
| 72               | Ewen Costiou (FRA)    | 30.              |
| 73               | David Dekker (NED)    | 122.             |
| 74               | Hugo Hofstetter (FRA) | 56.              |
| 75               | Daniel McLay (GBR)    | 18.              |
| 76               | Luca Mozzato (ITA)    | 16.              |

| Team DSM DSM | Team DSM DSM               | Team DSM DSM |
| ------------ | -------------------------- | ------------ |
| Num          | Ciclista                   | Pos          |
| 81           | Sam Welsford (AUS)         | 2.           |
| 82           | Tobias Lund Andresen (DEN) | 131.         |
| 83           | Alberto Dainese (ITA)      | 117.         |
| 84           | Niklas Märkl (GER)         | 116.         |
| 85           | Tim Naberman (NED)         | 132.         |
| 86           | Casper van Uden (NED)      | 22.          |
| 87           | Alexander Edmondson (AUS)  | 66.          |

| Team Jayco AlUla JAY | Team Jayco AlUla JAY    | Team Jayco AlUla JAY |
| -------------------- | ----------------------- | -------------------- |
| Num                  | Ciclista                | Pos                  |
| 91                   | Dylan Groenewegen (NED) | 4.                   |
| 92                   | Zdeněk Štybar (CZE)     | 126.                 |
| 93                   | Luka Mezgec (SLO)       | 91.                  |
| 94                   | Lukas Pöstlberger (AUT) | 129.                 |
| 95                   | Blake Quick (AUS)       | 119.                 |
| 96                   | Elmar Reinders (NED)    | 100.                 |
| 97                   | Campbell Stewart (NZL)  | 92.                  |

| Trek-Segafredo TFS | Trek-Segafredo TFS            | Trek-Segafredo TFS |
| ------------------ | ----------------------------- | ------------------ |
| Num                | Ciclista                      | Pos                |
| 101                | Edward Theuns (BEL)           | 6.                 |
| 102                | Mathias Vacek (CZE)           | 53.                |
| 103                | Marc Brustenga (ESP)          | 121.               |
| 104                | Daan Hoole (NED)              | 123.               |
| 105                | Emīls Liepiņš (LAT) (estrada) | 42.                |
| 106                | Otto Vergaerde (BEL)          | 36.                |

| Lotto Dstny LTD | Lotto Dstny LTD           | Lotto Dstny LTD |
| --------------- | ------------------------- | --------------- |
| Num             | Ciclista                  | Pos             |
| 111             | Caleb Ewan (AUS)          | 8.              |
| 112             | Jasper De Buyst (BEL)     | 32.             |
| 113             | Jarrad Drizners (AUS)     | 118.            |
| 114             | Jacopo Guarnieri (ITA)    | 93.             |
| 115             | Rüdiger Selig (GER)       | 102.            |
| 116             | Michaek Schwarzmann (GER) | 120.            |
| 117             | Liam Slock (BEL)          | 134.            |

| Israel-Premier Tech IPT | Israel-Premier Tech IPT        | Israel-Premier Tech IPT |
| ----------------------- | ------------------------------ | ----------------------- |
| Num                     | Ciclista                       | Pos                     |
| 121                     | Rick Zabel (GER)               | 54.                     |
| 122                     | Itamar Einhorn (ISR) (estrada) | 9.                      |
| 123                     | Taj Jones (AUS)                | 14.                     |
| 124                     | Riley Pickrell (CAN)           | 28.                     |
| 125                     | Jens Reynders (BEL)            | 37.                     |
| 126                     | Rotem Tene (ISR)               | 57.                     |
| 127                     | Giacomo Nizzolo (ITA)          | 10.                     |

| Bingoal WB BWB | Bingoal WB BWB                 | Bingoal WB BWB |
| -------------- | ------------------------------ | -------------- |
| Num            | Ciclista                       | Pos            |
| 131            | Louis Blouwe (BEL)             | 75.            |
| 132            | Dorian de Maeght (BEL)         | 108.           |
| 133            | Ceriel Desal (BEL)             | 70.            |
| 134            | Alexander Salby (DEN)          | 33.            |
| 135            | Guillaume Van Keirsbulck (BEL) | 69.            |
| 136            | Karl Patrick Lauk (EST)        | 40.            |
| 137            | Thibaut Bernard (BEL)          | 71.            |

| Bolton Equities Black Spoke Pro Cycling BEB | Bolton Equities Black Spoke Pro Cycling BEB | Bolton Equities Black Spoke Pro Cycling BEB |
| ------------------------------------------- | ------------------------------------------- | ------------------------------------------- |
| Num                                         | Ciclista                                    | Pos                                         |
| 141                                         | Aaron Gate (NZL)                            | 31.                                         |
| 142                                         | Ethan Batt (NZL)                            | DNF                                         |
| 143                                         | Ollie Jones (NZL)                           | 63.                                         |
| 144                                         | Luke Mudgway (NZL)                          | 84.                                         |
| 145                                         | Mitchel Fitzsimons (NZL)                    | 74.                                         |
| 146                                         | Josh Kench (NZL)                            | DNF                                         |
| 147                                         | Rory Townsend (IRL) (estrada)               | 21.                                         |

| Human Powered Health HPM | Human Powered Health HPM    | Human Powered Health HPM |
| ------------------------ | --------------------------- | ------------------------ |
| Num                      | Ciclista                    | Pos                      |
| 151                      | August Jensen (NOR)         | 25.                      |
| 152                      | Stanislaw Aniolkowski (POL) | 11.                      |
| 153                      | Alan Banaszek (POL)         | DNF                      |
| 154                      | Adam de Vos (CAN)           | 19.                      |
| 155                      | Gage Hecht (USA)            | 105.                     |
| 156                      | Wessel Krul (NED)           | 72.                      |
| 157                      | Gijs Van Hoecke (BEL)       | 68.                      |

| Q36.5 Pro Cycling Team Q36 | Q36.5 Pro Cycling Team Q36 | Q36.5 Pro Cycling Team Q36 |
| -------------------------- | -------------------------- | -------------------------- |
| Num                        | Ciclista                   | Pos                        |
| 161                        | Matteo Moschetti (ITA)     | 13.                        |
| 162                        | Filippo Conca (ITA)        | 110.                       |
| 163                        | Alessandro Fedeli (ITA)    | 101.                       |
| 164                        | Tobias Ludvigsson (SWE)    | 99.                        |
| 165                        | Nicolò Parisini (ITA)      | 65.                        |
| 166                        | Antonio Puppio (ITA)       | 83.                        |
| 167                        | Kamil Małecki (POL)        | 79.                        |

| Team Corratec COR | Team Corratec COR        | Team Corratec COR |
| ----------------- | ------------------------ | ----------------- |
| Num               | Ciclista                 | Pos               |
| 171               | Alexander Konychev (ITA) | 29.               |
| 172               | Antonio Barać (CRO)      | 80.               |
| 173               | Giulio Masotto (ITA)     | 136.              |
| 174               | Simone Olivero (ITA)     | 67.               |
| 175               | Lorenzo Quartucci (ITA)  | 39.               |
| 176               | Attilio Viviani (ITA)    | 23.               |
| 177               | Samuele Zambelli (ITA)   | 24.               |

| Team Flanders-Baloise TFB | Team Flanders-Baloise TFB | Team Flanders-Baloise TFB |
| ------------------------- | ------------------------- | ------------------------- |
| Num                       | Ciclista                  | Pos                       |
| 181                       | Ruben Apers (BEL)         | 94.                       |
| 182                       | Lindsay De Vylder (BEL)   | 27.                       |
| 183                       | Sander De Pestel (BEL)    | 64.                       |
| 184                       | Vito Braet (BEL)          | 41.                       |
| 185                       | Alex Colman (BEL)         | 62.                       |
| 186                       | Ward Vanhoof (BEL)        | 51.                       |
| 187                       | Gilles De Wilde (BEL)     | 85.                       |

| Team Novo Nordisk TNN | Team Novo Nordisk TNN | Team Novo Nordisk TNN |
| --------------------- | --------------------- | --------------------- |
| Num                   | Ciclista              | Pos                   |
| 191                   | Hamish Beadle (NZL)   | 59.                   |
| 192                   | Sam Brand (GBR)       | 73.                   |
| 193                   | Joonas Henttala (FIN) | 111.                  |
| 194                   | Declan Irvine (AUS)   | 38.                   |
| 195                   | Matyáš Kopecký (CZE)  | 12.                   |
| 196                   | Filippo Ridolfo (ITA) | 113.                  |
| 197                   | Umberto Poli (ITA)    | 76.                   |

| BEAT Cycling Club BCY | BEAT Cycling Club BCY  | BEAT Cycling Club BCY |
| --------------------- | ---------------------- | --------------------- |
| Num                   | Ciclista               | Pos                   |
| 201                   | Matthijs Büchli (NED)  | 78.                   |
| 202                   | Gil D'Heygere (BEL)    | 26.                   |
| 203                   | Bram Dissel (NED)      | 115.                  |
| 204                   | Yoeri Havik (NED)      | 48.                   |
| 205                   | Vincent Hoppezak (NED) | 135.                  |
| 206                   | Emiel Vermeulen (BEL)  | 97.                   |
| 207                   | Thijs Zonneveld (NED)  | 81.                   |

Convenções:
- AB: Abandono
- FLT: Retiro por chegada fora do limite de tempo
- NTS: Não tomou a saída
- DES: Desclassificado ou expulsado

## UCI World Ranking
A Scheldeprijs outorgou pontos para o UCI World Ranking para corredores das equipas nas categorias UCI WorldTeam, UCI ProTeam e Continental. As seguintes tabelas são o barómetro de pontuação e os dez corredores que obtiveram mais pontos:
| Posição             | 1.º | 2.º | 3.º | 4.º | 5.º | 6.º | 7.º | 8.º | 9.º | 10.º | 11.º | 12.º | 13.º | 14.º | 15.º | 16.º-30.º | 31.º-40.º |
| Classificação geral | 200 | 150 | 125 | 100 | 85  | 70  | 60  | 50  | 40  | 35   | 30   | 25   | 20   | 15   | 10   | 5         | 3         |

| Classificação |                   |                          |       |
| Posição       | Ciclista          | Equipa                   | Geral |
| ------------- | ----------------- | ------------------------ | ----- |
| 1.º           | Jasper Philipsen  | Alpecin-Deceuninck       | 200   |
| 2.º           | Samuel Welsford   | Team DSM                 | 150   |
| 3.º           | Mark Cavendish    | Astana Qazaqstan Team    | 125   |
| 4.º           | Dylan Groenewegen | Team Jayco AlUla         | 100   |
| 5.º           | Gerben Thijssen   | Intermarché-Circus-Wanty | 85    |
| 6.º           | Edward Theuns     | Trek-Segafredo           | 70    |
| 7.º           | Caleb Ewan        | Lotto Dstny              | 60    |
| 8.º           | Max Walscheid     | Cofidis                  | 50    |
| 9.º           | Itamar Einhorn    | Israel-Premier Tech      | 40    |
| 10.º          | Giacomo Nizzolo   | Israel-Premier Tech      | 35    |